# Phacops
Genre
Phacops est un genre éteint de trilobites de l'ordre des Phacopida, de la super-famille des Phacopoidea. Ils furent très largement répandus : on les retrouve au Maroc, en Europe, en Australie et en Amérique du Nord. Ils ont vécu de l'Ordovicien au Dévonien et bénéficient d'un large répertoire fossile. Ils sont souvent confondus ou associés aux Paciphacops, Kainops, Reedops, Eldredgeops, Chotecops, Viaphacops, Drotops, Eophacops et à la super-famille des Acastoidea.

## Systématique
Le genre a été décrit par le géologue et naturaliste allemand Hermann Friedrich Emmrich en 1839.

### Taxinomie
Liste de quelques espèces et sous-espèces connues et leur localisation :
- † Phacops brocki, Australie
- † Phacops cristata bombifrons, Ohio
- † Phacops fernandi
- † Phacops latifrons, France
- † Phacops rana
  - † Phacops rana rana, New York
  - † Phacops rana crassituberculata, Indiana et Ohio
  - † Phacops rana norwoodensis, Iowa
- † Phacops recurvus, Gotland
- † Phacops schlotheimi, Allemagne
- † Phacops speculator, Maroc
- † Phacops stokesi, Angleterre